# Skat (estrella)
Skat (δ Aquarii / δ Aqr / 76 Aquarii) es una estrella en la constelación de Acuario, también conocida como Scheat, nombre más utilizado para designar a β Pegasi. De magnitud aparente +3,27, es la tercera estrella más brillante de la constelación, detrás de Sadalsuud (β Aquarii) y Sadalmelik (α Aquarii).

## Nombre
Generalmente, se piensa que el nombre Skat proviene de la palabra árabe as-saq, cuyo significado es «pierna» o «espinilla».
Sin embargo, se ha sostenido que su verdadero origen deriva del árabe ši'at «deseo».
Por otra parte, en el Éufrates esta estrella parece haber estado asociada a Hasisadra o Xasisadra, el décimo rey antediluviano y héroe del diluvio.

## Características
Skat está catalogada como una estrella blanca de la secuencia principal de tipo espectral A3V cuya temperatura efectiva es de 8595 K.
Muchas de las estrellas visibles en el cielo nocturno son de este tipo, siendo Sirio su máximo exponente, aunque Skat es más luminosa que éste.
Muy similar a Chertan (θ Leonis) en cuanto a luminosidad y tipo espectral, se encuentra a 160 años luz del sistema solar.
Tiene un radio 4,5 veces más grande que el del Sol y gira sobre sí misma con una velocidad de rotación proyectada de 81 km/s.
Su masa es de 2,5 - 2,7 masas solares y, con una edad entre 500 y 600 millones de años, está terminando —si no lo ha hecho ya— la fusión nuclear de su hidrógeno interno, por lo que físicamente puede ser considerada una subgigante.
Aunque no existe certidumbre al respecto, Skat puede constituir un sistema binario con un período orbital de 483 ± 20 días.